# تيري باين
تيري باين (بالإنجليزية: Terry Paine)‏ (مواليد 23 مارس 1939) هو لاعب كرة قدم. يلعب مع منتخب إنجلترا لكرة القدم. سبق له أن لعب في كأس العالم لكرة القدم مع منتخب بلاده.

## مسيرته الكروية
لعب تيري باين خلال مسيرته الاحترافية مع ناديين في واحد وعشرون موسمًا وسجل خلالها 168 هدف ضمن 824 مباراة. ولم يفز بأي موسم بالكأس أو بالدوري.
خاض تيري باين مسيرته مع نادي ساوثهامبتون في موسم 1956–57 ليلعب معه ثمانية عشر موسمًا، مشاركًا في 713 مباراة سجل خلالها 160 هدف. ثم انتقل إلى نادي هيرفورد في موسم 1974–75 واستمر معه طيلة ثلاثة مواسم، حيث شارك في 111 مباراة سجل خلالها 8 أهداف.

## روابط خارجية
- تيري باين على موقع الاتحاد الدولي (مؤرشف)  (الإنجليزية)
- تيري باين على موقع قاعدة بيانات كرة القدم.إي يو (الإنجليزية)
- تيري باين على موقع ناشيونال فوتبول تيمز (الإنجليزية)
- تيري باين على موقع Soccerbase.com (لاعب) (الإنجليزية)